# مايكل هايز
مايكل هايز (بالإنجليزية: Michael Hayes)‏ (و. 1889 – 1976 م) هو سياسي، ودبلوماسي من جمهورية أيرلندا، والدولة الأيرلندية الحرة، والمملكة المتحدة لبريطانيا العظمى وأيرلندا، ولد في دبلن، كان عضوًا في فاين جايل (منذ 1938)، وكان عضوًا في شين فين، توفي في دبلن، عن عمر يناهز 87 عاماً.

## مناصب
تولى منصب عضو مجلس الشيوخ من أيرلندا (14 ديسمبر 1961–28 أبريل 1965)
- عضو مجلس الشيوخ من أيرلندا (22 مايو 1957–1 سبتمبر 1961)[4]
- عضو مجلس الشيوخ من أيرلندا (22 يوليو 1954–28 مارس 1957)[4]
- عضو مجلس الشيوخ من أيرلندا (14 يوليو 1951–7 يوليو 1954)[4]
- عضو مجلس الشيوخ من أيرلندا (21 أبريل 1948–25 يوليو 1951)[4]
- عضو مجلس الشيوخ من أيرلندا (18 أغسطس 1944–12 مارس 1948)[4]
- عضو مجلس الشيوخ من أيرلندا (8 سبتمبر 1943–5 يوليو 1944)[4]
- عضو مجلس الشيوخ من أيرلندا (7 سبتمبر 1938–14 يوليو 1943)[4]
- عضو مجلس الشيوخ من أيرلندا (27 أبريل 1938–22 يوليو 1938)[4]
- نائب دييل (9 مارس 1932–22 ديسمبر 1932)[4]
- نائب دييل (11 أكتوبر 1927–17 ديسمبر 1931)[4]
- نائب دييل (23 يونيو 1927–16 أغسطس 1927)[4]
- نائب دييل (19 سبتمبر 1923–20 مايو 1927)[4]
- نائب دييل (9 سبتمبر 1922–9 أغسطس 1923)[4]
- رئيس مجلس دويل أيرن  [لغات أخرى]‏ (8 سبتمبر 1922–9 مارس 1932)
- وزير الخارجية والتجارة  [لغات أخرى]‏ (21 أغسطس 1922–9 سبتمبر 1922)
- وزير التربية والمهارات [الإنجليزية]‏ (11 يناير 1922–9 سبتمبر 1922)
- نائب دييل (16 أغسطس 1921–8 يونيو 1922)[4]

.

## التعليم
تعلم في كلية دبلن الجامعية
.